# سردشت
سردشت (بالكردية: سه‌رده‌شت، Serdeşt‏) هي مدينة كردية وعاصمة مقاطعة سردشت، محافظة أذربيجان الغربية، إيران. بلغ عدد سكانها 37,115 حسب احصاء عام 2006م، الكرد هم العرق السائد فيها، تشتهر سردشت أيضًا بالعديد من القرى المحيطة بها واعتمادها على سوق المدينة.

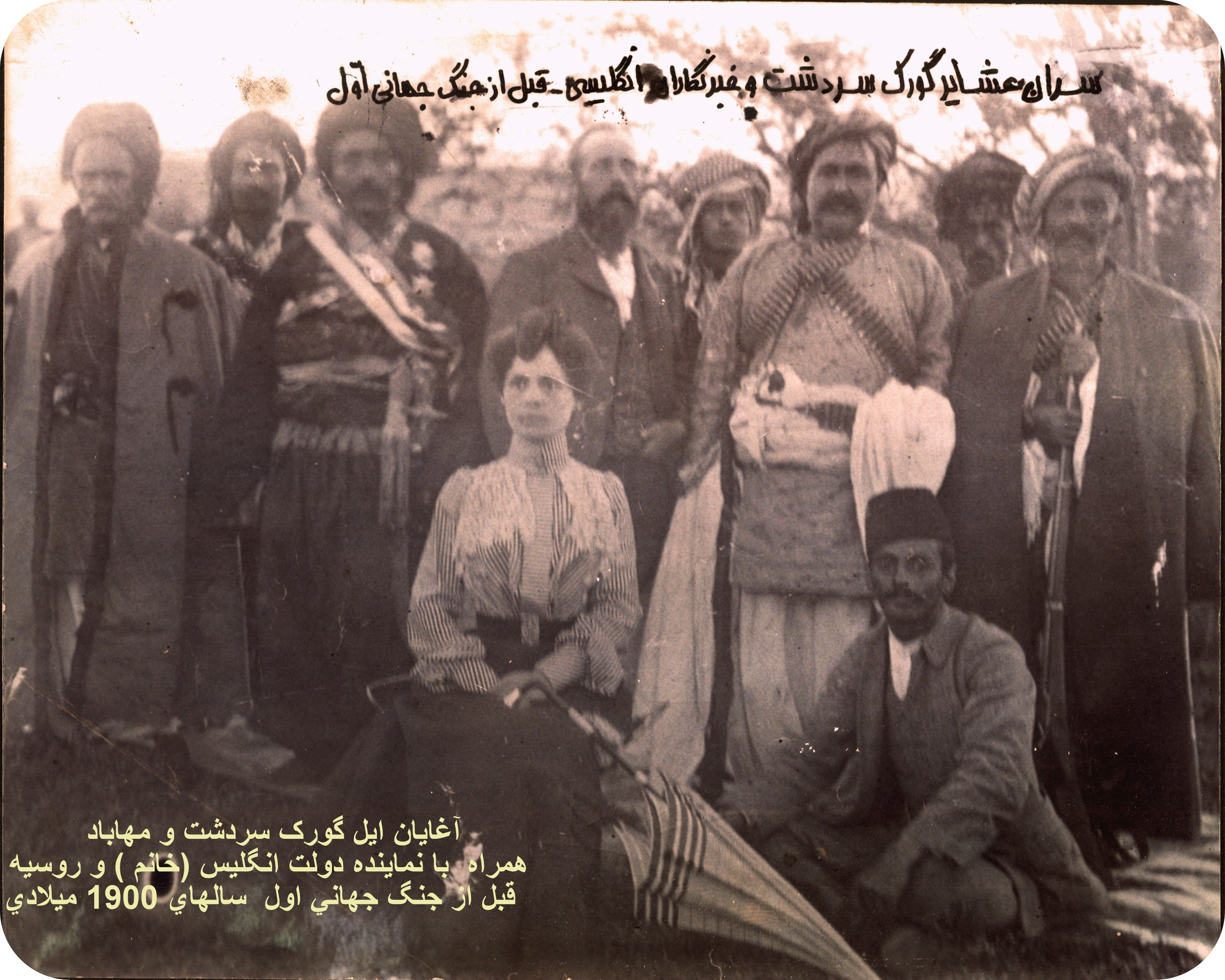
أغايان من قبيلة غورك في سردشت ومهاباد عام 1900م.

تقع سردشت جنوب غرب بحيرة أورمية على ارتفاع 1480 مترًا فوق مستوى سطح البحر، تقع في محافظة أذربيجان الغربية.
سردشت، بعيدًا عن خط المواجهة، تعرض بشكل ملحوظ لهجوم بالأسلحة الكيماوية من قبل القوات العراقية في عهد صدام حسين خلال الحرب الإيرانية العراقية. كان أول هجوم كيميائي متعمد ضد المدنيين الإيرانيين.

## التسمية
سردشت (أو زردشت) يأتي من الاسم الكردية لـ زرادشت. يمكن أيضًا تقسيم سردشت إلى كلمتين: "sar" و "dasht" تعني السهول التي تمتد على طول الطريق إلى النهر.

## المناخ
يظهر الجدول التالي التغييرات المناخية على مدار السنة لسردشت:
| البيانات المناخية لـسردشت            | البيانات المناخية لـسردشت | البيانات المناخية لـسردشت | البيانات المناخية لـسردشت | البيانات المناخية لـسردشت | البيانات المناخية لـسردشت | البيانات المناخية لـسردشت | البيانات المناخية لـسردشت | البيانات المناخية لـسردشت | البيانات المناخية لـسردشت | البيانات المناخية لـسردشت | البيانات المناخية لـسردشت | البيانات المناخية لـسردشت | البيانات المناخية لـسردشت |
| الشهر                                | يناير                     | فبراير                    | مارس                      | أبريل                     | مايو                      | يونيو                     | يوليو                     | أغسطس                     | سبتمبر                    | أكتوبر                    | نوفمبر                    | ديسمبر                    | المعدل السنوي             |
| ------------------------------------ | ------------------------- | ------------------------- | ------------------------- | ------------------------- | ------------------------- | ------------------------- | ------------------------- | ------------------------- | ------------------------- | ------------------------- | ------------------------- | ------------------------- | ------------------------- |
| الدرجة القصوى °م (°ف)                | 16 (61)                   | 13.8 (56.8)               | 21.1 (70.0)               | 27.2 (81.0)               | 32.0 (89.6)               | 35.2 (95.4)               | 39.6 (103.3)              | 38.2 (100.8)              | 34.4 (93.9)               | 29.6 (85.3)               | 20.0 (68.0)               | 18.0 (64.4)               | 39.6 (103.3)              |
| متوسط درجة الحرارة الكبرى °م (°ف)    | 1.2 (34.2)                | 2.3 (36.1)                | 7.6 (45.7)                | 14.8 (58.6)               | 20.5 (68.9)               | 27.0 (80.6)               | 31.2 (88.2)               | 31.0 (87.8)               | 26.6 (79.9)               | 19.4 (66.9)               | 10.4 (50.7)               | 4.8 (40.6)                | 16.40 (61.52)             |
| متوسط درجة الحرارة الصغرى °م (°ف)    | −3.5 (25.7)               | −3.1 (26.4)               | 1.3 (34.3)                | 7.1 (44.8)                | 11.8 (53.2)               | 17.4 (63.3)               | 21.2 (70.2)               | 20.8 (69.4)               | 17.1 (62.8)               | 11.5 (52.7)               | 4.3 (39.7)                | −0.5 (31.1)               | 8.78 (47.80)              |
| أدنى درجة حرارة °م (°ف)              | −25 (−13)                 | −19.6 (−3.3)              | −16.6 (2.1)               | −2.4 (27.7)               | −1.8 (28.8)               | 7.8 (46.0)                | 13.0 (55.4)               | 11.4 (52.5)               | 5.8 (42.4)                | 2.6 (36.7)                | −9.2 (15.4)               | −12.8 (9.0)               | −25 (−13)                 |
| الهطول مم (إنش)                      | 134.6 (5.30)              | 108.3 (4.26)              | 128.2 (5.05)              | 124.3 (4.89)              | 50.7 (2.00)               | 4.8 (0.19)                | 1.8 (0.07)                | 1.1 (0.04)                | 2.8 (0.11)                | 41.4 (1.63)               | 118.5 (4.67)              | 149.5 (5.89)              | 866 (34.1)                |
| متوسط أيام هطول الأمطار (≥ 1.0 mm)   | 11.3                      | 9.9                       | 10.8                      | 10.1                      | 5.9                       | 1.1                       | 0.5                       | 0.4                       | 0.7                       | 4.7                       | 7.8                       | 10.2                      | 73.4                      |
| متوسط الرطوبة النسبية (%)            | 73                        | 68                        | 62                        | 54                        | 44                        | 31                        | 31                        | 29                        | 29                        | 44                        | 59                        | 68                        | 49                        |
| ساعات سطوع الشمس الشهرية             | 133.0                     | 138.4                     | 184.0                     | 219.2                     | 288.3                     | 352.8                     | 367.7                     | 357.5                     | 312.0                     | 248.0                     | 180.7                     | 129.8                     | 2٬911٫4                   |
| المصدر: Synoptic Stations Statistics |                           |                           |                           |                           |                           |                           |                           |                           |                           |                           |                           |                           |                           |